# Абу Умар Усман I
Абу Умар Усман I (араб. أبو عمر عثمان; нар. 28 жовтня 1418 — 1488) — 21-й султан і 20-й халіф Держави Хафсідів у 1435—1488 роках. Держава досягла найбільшого політичного, військового та економічного піднесення.

## Життєпис
Онук халіфа Абу Фаріса Абд аль-Азіза II та син Абу Абдаллаха Мухаммад аль-Мансура, офіційного спадкоємця трону. Його матір'ю була валенсійка (андалузька мусульманка або каталонка) Рі'м. Народився 1418 року. У 1430 року помирає його батько і новим спадкоємцем трону оголошується стрийко Усмана — Абу'л-Хасан Мухаммад. 1434 року після смерті діда трон зайняв стриєчний брат Мухаммад IV. Але у 1435 році Абу Умар Усман скористався невдачами того в боротьбі з повсталими арабськими племенами, тому вчинив заколот, поваливши брата. За цим оголошений новим халіфом. 1435 року за допомоги племені мулалхіл придушив повстання арабів племені Абі-л-Лайл, яке мусило видати стриєчного діда халіфа — Абу Абдаллаха Мухаммада аль-Хусейна, якого стратили.
Навесні 1436 року стрийко Абу'л Хасан Алі, валі Беджаї, повстав. На його бік перейшло плем'я Абі-л-Лайл. В результаті повстання поширилися на Східний Магриб та Північну Іфрікію. Повсталі взяли в облогу міста Костянтина і Туніс. Але у вирішальній битві біля руїн Тіпаза 1436 року Абу Умар Усман I завдав супротивникові рішучої поразки. Повстання арабів з Абі-л-Лайл придушили, а їхніх шейхів страчено. Але 1437 року на бік Абу'л-Хасан Алі перейшли бербери-кабіли. Війна тривала до 1439 року, коли завдано поразки берберам, а їхній шейх Абдаллах ібн Умар ібн Сахр загинув. За цим відвойовано Беджаю. Абу'лХасан Алі втік на південь.

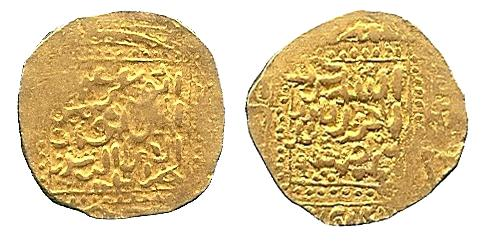
Динар Абу Умар Усмана

Спрямував зусилля на налагодження торгівельних відносин з християнськими державами Західного Середземномор'я. 1438 року поновив та розширив угоду з Венеційською республікою. 1444 року також поновив угоду з Генуєю, представники якої здобули право на вивезення зерна.
У 1440—1446 роках відновив владу в південних оазах, ліквідувавши напівнезалежні уряди шейхів в Нефті і Туггурті. 1443 року туніські пірати захопили Ельбу і Пьомбіно, після чого поновлено угоду з Флорентійською республікою. 1446 року місто Беджаю раптово захопив Абу'л Хасан Алі, давній ворог халіфа. Втім через 3 тижня військо останнього звільнило місто. Того ж року прийняв флорентійське посольство. З 1445 року вів тривалі перемовини з Альфонсо V, королем Арагону, Сардинії, Сицилії та Неаполю, щодо укладання політичного і торгівельного договору, проте так і не досяг у цьому успіху.
1452 року стрийко Абу'л Хасан Алі знову спробував відвоювати Беджаю, проте зазнав невдачі. Зрештою його схопили й стратили в Константіні. 1453 року у підозрою в змові наказав стратити візира Набіля ібн Абу Каттая, конфіскувавши його майно. Разом з тим того самого року почалася епідемія бубонної чуми, що завдало чималої шкоди. 1456 року знову підтвердив угоду з Венецією.
Налагодив дружні відносини з Мамлюцьким султанатом у Каїрі та Османською імперією. 1454 року відправив посольство до османського султана Мехмеда II з вітанням з приводу захоплення Константинополя.
1458 року халіф Абу Умар Усман I відновив владу в усій Триполітанії, де внаслідок ослаблення центральної влади за попередника Абу Умар Усмана I посилилися місцеві шейхи.
1460 року підписав оновлену торгівельну угоду з Флорентійською республікою. 1462 року змусив нового заянідського султана Абу Абдаллаха III визнати свою зверхність. 1463 році бербери через зменшення виплати зі скарбниці повстали проти халіфа, але тому вдалося їх швидко приборкати. За цим захоплено місто Уаргла. 1464 року встановив дипломатичні стосунки з новим міланським герцогом Франческо Сфорца, надіславши тому як подарунок лева. У 1465 року поновив угоду з Генуєю.
1466 року знать Тлемсену, невдоволена заянідським султаном Абу Абдаллахом III звернулася до Абу Умар Усмана I поставити нового султана. Халіф погодився, обравши претендентом Абу Джаміля Заяна ібн Абу Маліка, з яким підступив до Тлемсену. Але невдала облога змусила Абу Умар Усмана I укласти угоду, за якою Абу Абдаллах III залишився на троні, підтвердивши залежність від Хафсідів. Її скріпили шлюбом між донькою Абу Абдаллаха III і онуком Абу Умар Усмана I. Невдовзі васалом Хафсідів визнав марокканський султан Мухаммад аш-Шейх аль-Махді, що потребував міжнародного визнання своєї влади.
Проте халіф відмовився від підтримки Гранадського емірату у протистоянні з Кастилією та Арагоном. Завдяки цьому налагоджено стосунки з арагонськими королями, з якими халіф у 1470 році сподівався укласти мирну угоду. Але піратські дії мусульман завадили цьому. 1472 року марокканський султан підтвердив свою залежність від Хафсідів, проте вона була номінальною. 1478 року Абу Умар Усман I уклав торгівельну угоду з Неаполітанським королівством. 1479 року зірвано нову спробу укласти мирний договір з Арагоном.
1480 фундував медресе Сук аль-Фалак. За цим заснував в мечеті Зайтуна публічну бібліотеку. 1487 року не надав війська у відповідь на прохання про допомогу від гранадського еміра Мухаммада XII. Влітку 1488 року внаслідок нещасного випадку загинув спадкоємець трону Масуд. Ймовірно, це вплинуло на здоров'я Абу Умар Усмана, що помер у вересні того самого року. Йому спадкував онук Абу Закарія Ях'я III.